# This Ugly and Beautiful World
This Ugly and Beautiful World (яп. この醜くも美しい世界 коно миникуку мо уцукусий сэкай) — телевизионный аниме-сериал производства студий Gainax и SHAFT. В основном представляет собой романтическую комедию с элементами этти.

## Сюжет
Ученик старшей японской школы Такэру Такэмото подрабатывает курьером, доставляя различные товары на своём мотоцикле. Однажды во время работы он подвозил своего лучшего друга Рё Ниномию, когда над ними пролетел странный светящийся объект, затем упавший в лесу. На месте падения друзья обнаружили обнажённую девушку, которая ничего не помнила о себе. Они назвали её «Хикари». Они не успели ни в чём разобраться: на девушку напал огромный монстр, и когда Такэру пытался защитить её, он «трансформировался» в странное существо. С большим трудом победив монстра, он пообещал Хикари, что будет всегда защищать её. Не ошибся ли Такэру, выбирая объект для защиты?

## Список персонажей
Такэру Такэмото (яп. 竹本　タケル Такэмото Такэру) — главный герой сериала, который находит в лесу странную девушку и обещает её защищать.
Сэйю: Такахиро Мидзусима
Хикари Хосино (яп. ホシノ ヒカリ Хосино Хикари) — главная героиня, которая была найдена на месте падения странного светящегося объекта, за что и получила своё имя.
Сэйю: Аяко Кавасуми
Рё Ниномия (яп. 二ノ宮 リョウ Ниномия Рё:) — лучший друг главного героя , который находит вторую странную девушку, после чего она становится частью его семьи.
Сэйю: Фудзико Такэмото
Акари (яп. アカリ) — вторая девушка, найденная недалеко от того места, где нашли Хикари, она также получила имя в честь света.
Сэйю: Ай Симидзу
Мари Нисино (яп. 西野 マリ Нисино Мари) — кузина главного героя, которая влюблена в него, но боится признаться об этом.
Сэйю: Асами Санада

## Музыкальные композиции (Саундтреки)
- metamorphose Открывающая тема (Opening)

- Исполняет: Ёко Такахаси (яп. 高橋洋子)

- Нацуиро но Какэра (яп. 夏色のカケラ) Закрывающая тема (Ending)

- Исполняет: Ёко Исида (яп. 石田燿子)

- Кими ни Аэтэ  Закрывающая тема 12-й серии

- Исполняет: Аяко Кавасуми и Ай Симидзу